# 尼古拉·布杜耶夫
尼古拉·罗伯托维奇·布杜耶夫（羅馬化：Nikolay Robertovich Buduyev；1974年3月24日—）是俄罗斯政治人物，第七届、第八届国家杜马代表。
1996年，他毕业于布里亚特国立大学。1998年，他被聘为布里亚特共和国总统办公厅和政府新闻委员会顾问。2006年，他成为当时第四届国家杜马代表瓦西里·库兹涅佐夫的助手。2010年，他被任命为乌兰乌德市政府信息和分析中心主任。2012年，他成为布里亚特唯一一家出版《莫斯科共青团员报》的出版社的主任，该报是该地区的主要新闻媒体。他还被任命为该报的总编辑。2021年9月起，他担任第八届国家杜马会议代表。
布杜耶夫于2022年因俄乌战争而受到美国财政部制裁。